# First Impressions of Earth
First Impressions of Earth er The Strokes tredje studiealbum. Albummet udkom den 3. januar 2006 og førstesinglen var Juicebox, andensinglen var You Only Live Once og tredjesinglen var Heart In a Cage. Albummet var også The Strokes' første album med et Parental Advisory Label.

## Numre
Alt tekst skrevet af Julian Casablancas, alt musik komponeret af The Strokes.
| #   | Titel                | Længde |
| --- | -------------------- | ------ |
| 1.  | "You Only Live Once" | 3:09   |
| 2.  | "Juicebox"           | 3:18   |
| 3.  | "Heart In a Cage"    | 3:27   |
| 4.  | "Razorblade"         | 3:29   |
| 5.  | "On The Other Side"  | 4:39   |
| 6.  | "Vision Of Division" | 4:20   |
| 7.  | "Ask Me Anything"    | 3:13   |
| 8.  | "Electricityscape"   | 3:33   |
| 9.  | "Killing Lies"       | 3:50   |
| 10. | "Fear Of Sleep"      | 4:00   |
| 11. | "15 Minutes"         | 4:34   |
| 12. | "Ize Of The World"   | 4:29   |
| 13. | "Evening Sun"        | 3:06   |
| 14. | "Red Light"          | 3:12   |